# Igor Galo
Igor Galo (Ćuprija, 5 dicembre 1948) è un attore serbo.

## Biografia
Il ruolo per cui è maggiormente ricordato è quello del tenente Meyer nel film La croce di ferro (1977) di Sam Peckinpah.

## Filmografia parziale

### Cinema
- Le sorprese del divorzio (Imam dvije mame i dva tate), regia di Krešo Golik (1968)
- Inchiodate l'armata sul ponte (Most), regia di Hajrudin Krvavac (1969)
- Maškarada, regia di Boštjan Hladnik (1971)
- La croce di ferro (Cross of Iron), regia di Sam Peckinpah (1977)
- Il segreto di Nikola Tesla (Tajna Nikole Tesle), regia di Krsto Papić (1980)
- Il falcone (Banovic Strahinja), regia di Vatroslav Mimica (1982)
- Tempi di guerra, regia di Umberto Lenzi (1987)